# Jyrki Katainen
Jyrki Katainen (ur. 14 października 1971 w Siilinjärvi) – fiński polityk. Premier Finlandii od 22 czerwca 2011 do 24 czerwca 2014. Przewodniczący Koalicji Narodowej od 2004 do 2014, wicepremier i minister finansów w latach 2007–2011, od 2014 do 2019 członek Komisji Europejskiej.

## Życiorys
W 1990 zdał egzamin maturalny, a w 1998 został magistrem nauk społecznych na Uniwersytecie w Tampere. Pracował krótko w zawodzie nauczyciela i przy projektach szkoleniowych.
Działalność polityczną rozpoczynał w organizacji młodzieżowej Partii Koalicji Narodowej (Kok.). W 1993 został członkiem rady miejskiej Siilinjärvi. 24 marca 1999 uzyskał po raz pierwszy mandat posła do Eduskunty. W wyborach parlamentarnych w 2003, 2007 oraz 2011 uzyskiwał reelekcję na kolejne kadencje. Był początkowo deputowanym z okręgu Kuopio, następnie od 19 marca 2003 z Sawonii Północnej.
W latach 2001–2004 pełnił funkcję wiceprzewodniczącego centroprawicowej Partii Koalicji Narodowej. W 2004 został jej przewodniczącym, zastępując Ville Itälę. Kierowane przez niego ugrupowanie w 2007 zajęło drugie miejsce w wyborach krajowych, zaraz za centrystami premiera Mattiego Vanhanena. Jyrki Katainen wprowadził formację do nowej koalicji rządowej, w ramach której 19 kwietnia 2007 objął stanowisko wicepremiera oraz ministra finansów. Utrzymał zajmowane stanowisko również w powołanym 22 czerwca 2010 rządzie Mari Kiviniemi. W marcu 2005 został jednym z wiceprzewodniczącym Europejskiej Partii Ludowej.
W wyborach w 2011 Partia Koalicji Narodowej pod jego przewodnictwem uzyskała najwięcej mandatów (44) w parlamencie. Jyrki Katainen otrzymał misję utworzenia nowego rządu. Po długich negocjacjach koalicję powołały Partia Koalicji Narodowej, Socjaldemokratyczna Partia Finlandii, Sojusz Lewicy, Liga Zielonych, Szwedzkiej Partii Ludowej i Chrześcijańscy Demokraci. Jyrki Katainen został 22 czerwca 2011 zatwierdzony przez parlament, uzyskując 118 głosów za (przy 72 przeciw).
W kwietniu 2014 Jyrki Katainen zadeklarował, że nie będzie ubiegał się o reelekcję na stanowisko przewodniczącego Partii Koalicji Narodowej, a po wyborze nowego lidera w czerwcu tegoż roku ustąpi ze stanowiska premiera. 14 czerwca 2014 nowym przewodniczącym Kok. został Alexander Stubb, który 24 czerwca tegoż roku zastąpił Jyrkiego Katainena na urzędzie premiera.
16 lipca 2014 Parlament Europejski wybrał Jyrkiego Katainena na stanowisko komisarza europejskiego ds. gospodarczych i walutowych (do zakończenia kadencji Komisji Europejskiej José Barroso). Pozostał także w nowej Komisji Europejskiej, na czele której stanął Jean-Claude Juncker (od 1 listopada 2014). Objął w jej ramach stanowisko wiceprzewodniczącego oraz komisarza ds. miejsc pracy, wzrostu, inwestycji i konkurencyjności. Zakończył urzędowanie wraz z całą KE w 2019.

## Życie prywatne
Jyrki Katainen jest żonaty, ma dwie córki, mieszka w Espoo.